# Likasite
La likasite è un minerale scoperto nel 1955 il cui nome deriva dalla località Likasi nella Repubblica Democratica del Congo, località tipo del minerale..

## Abito cristallino
Tabulare, massivo

## Origine e giacitura
Come minerale secondario di rame.
Il minerale è stato trovato a Likasi nello Shaba nella Repubblica Democratica del Congo.

## Forma in cui si presenta in natura
Sotto forma di masse azzurre o in cristalli del medesimo colore associati a cuprite e buttgenbachite.

## Caratteristiche chimico-fisiche
- Peso molecolare: 373,7[2]-373,71[3] grammomolecole
- Magnetismo: assente[2]
- Dati ottici:
  - Birifrangenza: 0,07[2]
  - Biassiale[1][3]:
    - a: 1,615[3]
    - g: 1,685[3]
    - Bire: 0,0700[3]

  - Pleocroismo:
    - x: verdino azzurro[1] verde azzurro[3]
    - y: blu violaceo[1]
    - z: azzurro[3]
- Volume di cella: 855,7[2]-857,55[1] Å³
- Molecole per unità di cella: 4[2]
- Indici di rifrazione: 1,615 | 0 | 0 | 0 | 0[2]
- Densità di elettroni: 2,91 g/cm³[3]
- Indici quantici[3]:
  - Fermioni: 0,03
  - Bosoni: 0,97
- Indici di fotoelettricità[3]:
  - PE: 22,06 barn/elettrone
  - ρ: 64,18 barn/cm³
- Indice di radioattività GRapi: 0 (Il minerale non è radioattivo)[3]